# Pseudomyrophis
Pseudomyrophis is een geslacht van straalvinnige vissen uit de familie van slangalen (Ophichthidae).

## Soorten
- Pseudomyrophis atlanticus Blache, 1975
- Pseudomyrophis frio Jordan & Davis, 1891
- Pseudomyrophis fugesae McCosker, Böhlke & Böhlke, 1989
- Pseudomyrophis micropinna Wade, 1946
- Pseudomyrophis nimius Böhlke, 1960